# HTC 원
HTC 원(HTC One)는 HTC 코퍼레이션에서 2013년 2월 19일에 공개하여, 2013년 4월 24일에 출시한 안드로이드 스마트폰으로, 원 X의 후속 기종이다.

## 연혁
- 2013년 2월 19일 : 제품 발표[2]
- 2013년 2월 25일 : 모바일 월드 콩그레스 2013에서 제품 발표[3]
- 2013년 4월 24일 : 미국에서 출시
- 2013년 6월 26일 : 원 구글 에디션 출시[4]

## 디자인
이 기종은 알루미늄으로 유니바디를 만들어 두께를 줄였으며, 강도를 높였다.

## 카메라
카메라 센서는 기존의 스마트폰들보다 더 큰 2 µm 크기의 이미지센서를 장착한 울트라 픽셀로 불리는 센서가 장착되어 빛을 더 많이 받아들여서 더 선명하게 밝게 찍을 수 있다.

## 색상
- 블랙
- 실버
- 레드
- 블루

## 안드로이드4.2 젤리빈업그레이드
2013년 7월 6일 4.2.2 젤리빈으로 업그레이드 되었다.

## 경쟁 기종
- 소니 엑스페리아 Z1
- LG G2
- ZTE 누비아 Z5
- 화웨이 어센드 D2
- 화웨이 어센드 P6
- 삼성 갤럭시 S4

## 같이 보기
- HTC J 버터플라이
- HTC 원 미니
- HTC 버터플라이 S
- 구글 에디션
- HTC 휴대 전화 목록